# Schnauzenbrassen
Die Einteilung der Lebewesen in Systematiken ist kontinuierlicher Gegenstand der Forschung. So existieren neben- und nacheinander verschiedene systematische Klassifikationen. 
Das hier behandelte Taxon ist durch neue Forschungen obsolet geworden oder ist aus anderen Gründen nicht Teil der in der deutschsprachigen Wikipedia dargestellten Systematik.

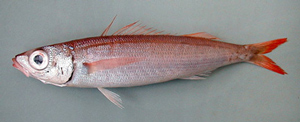
Centracanthus cirrus

Als Schnauzenbrassen oder Laxierfische wurden zwei Gattungen von Meeresfischen bezeichnet, die heute zu den Meerbrassen (Sparidae) gezählt werden. Bis 2015 waren sie unter der wissenschaftlichen Bezeichnung Centracanthidae eine eigenständige Familie innerhalb der Barschverwandten (Percomorphaceae). 

## Merkmale
Es sind 20 bis 38 Zentimeter lange Fische, die im östlichen Atlantik, im Mittelmeer und an den Küsten Südafrikas leben. Sie ernähren sich von Plankton, das sie mit ihren sechs Kiemenreusenstrahlen aus dem Wasser filtern. Ihr Oberkiefer ist sehr weit vorstülpbar. Alle Arten haben 24 Wirbel.
Flossenformel: Dorsale XI–XIII / 9 – 17, Anale III / 9 – 16 

## Arten

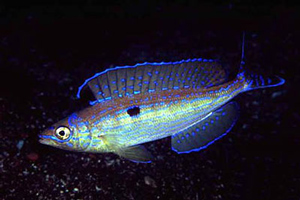
Spicara smaris

Zu den Schnauzenbrassen wurden neun Arten in zwei Gattungen gezählt:
- Gattung Centracanthus
  - Centracanthus cirrus Rafinesque, 1810.
- Gattung Spicara
  - Spicara alta (Osório, 1917).
  - Spicara australis (Regan, 1921).
  - Spicara axillaris (Boulenger, 1900).
  - Spicara maena (Linnaeus, 1758).
  - Spicara martinicus (Valenciennes, 1830).
  - Spicara melanurus (Valenciennes, 1830).
  - Spicara nigricauda (Norman, 1931).
  - Spicara smaris (Linnaeus, 1758).

## Systematik
In einer Studie zur inneren Systematik der Meerbrassen wurde festgestellt, dass die Sparidae nur unter Einschluss der Gattung Spicara aus der Familie der Schnauzenbrassen monophyletisch sind. Im Oktober 2015 wurde dies auch für Centracanthus festgestellt und die Familie Centracanthidae mit den Sparidae (Meerbrassen) synonymisiert.